# Kurt Beck
Kurt Beck (Bad Bergzabern, 1949. február 5. –) német politikus, Rajna-vidék-Pfalz (Rheinland–Pfalz) tartomány miniszterelnöke és Németország Szociáldemokrata Pártjának elnöke volt.

## Tanulmányai
Középiskolai tanulmányait a helyi népi iskolában (Volksschule) végezte, majd 1963-ban elkezdte elektroműszerészi képzését és 1968-ban szerzett képesítést. Ezután teljesítette a kötelező katonai szolgálatot. 1969-től, munka mellett, esti iskolába járt, ahol 1972-ben leérettségizett.

## Közéleti pályafutása

### Tartományi közéleti pályafutása
Már 1968-ban belépett a Közszolgálati, Szállítási és Közlekedési Szakszervezetbe (ma: Egyesült Közszolgálati Szakszervezet, Ver.di). 1969 és 1972 között rádióelektronikusként dolgozott, majd az érettségi megszerzése után a helyi üzemi tanács, ill. a körzeti üzemi tanács vezetője.
1972-ben lépett be az SPD-be. 1974-ben a Südliche Weinstraße-i körzeti gyűlés tagjává választották. A Rajna-vidék–pfalzi tartományi gyűlésbe először 1979-ben került be egyéni jelöltként. 1982 és 1985 között frakciójának szociálpolitikai szóvivőjeként is tevékenykedett, majd 1991-ig frakcióigazgatói tisztséget töltött be. 1991-ben frakcióvezetővé választották.
1993 decemberében az SPD tartományi elnökévé választották, miután az addigi pártelnök és miniszterelnök, Rudolf Scharping, átment a szövetségi gyűlésbe és lemondott mindkét pozíciójáról. Scharping őt kérte fel a tartomány új miniszterelnökévé. A tartományi gyűlés 1994. október 26-án megválasztotta Rajna-vidék-Pfalz új miniszterelnökévé.
Az 1996-os tartományi választásokon pártja 39,8%-ot ért el és a Német Szabaddemokrata Párttal (FDP) koalícióban vezette tovább a tartományt. 2001-ben 44,7%-ot ért el, a koalíciót fenntartotta. A 2006-os tartományi választásokon 45,6%-ot ért el, megszerezve ezzel a mandátumot több mint felét (a Zöldek kiestek a tartományi gyűlésből). Bár újból felajánlotta a koalíciót az FDP-nek, a liberális párt ezt visszautasította, így az SPD egyedül alkotja a kormányt.

## Szövetségi politikai pályafutása
2000 és 2001 között, a turnusnak megfelelően, betöltötte a Bundesrat (felsőház) elnöki tisztét. Edmund Stoiber akkori bajor miniszterelnök 2007-es lemondása óta ő a legrégebben hivatalban lévő tartományi miniszterelnök.
2003-ban a párt egyik szövetségi alelnökévé választották, ezt a tisztséget három pártelnök alatt töltötte be (Gerhard Schröder, Franz Müntefering, Matthias Platzeck). Utóbbi, amikor 2006-ban egészségi okokra hivatkozva lemondott pártelnöki tisztségéről, a párt ideiglenes vezetését Becknek engedte át. 2006 májusában egy rendkívüli pártgyűlés során megválasztották a párt szövetségi elnökévé. 2006 novembere óta a Szocialista Internacionálé egyik alelnöke.
2008. szeptember 7-én bejelentette lemondását a párt éléről, utódja Franz Müntefering lett.
Emellett 1999 óta tagja a német közszolgálati ZDF-csatorna igazgatótanácsának.

## Családja
Nős, felesége Roswitha Beck fodrász, egy fiúgyermekük van. Édesapja kőműves, édesanyja háztartásbeli volt. Ő volt az egyetlen gyermekük.